# Vol 404 de Japan Airlines
El vol 404 de Japan Airlines era un vol de passatgers que va ser segrestat per palestins i japonesos armats el 20 de juliol de 1973.
El vol va partir de l'Aeroport Internacional d'Amsterdam-Schiphol, els Països Baixos, el 20 de juliol de 1973, en ruta cap a l'Aeroport Internacional de Tòquio (Haneda), el Japó, via l'Aeroport Internacional d'Anchorage, Alaska. L'avió era un Boeing 747-246B, amb 123 passatgers i 22 membres de la tripulació a bord. Entre els passatgers hi havia cinc terroristes, encapçalats per Osamu Maruoka, membre de l'Exèrcit Roig Japonès, i els altres quatre eren membres del Front Popular per a l'Alliberament de Palestina.
El vol va ser segrestat poc després d'enlairar de Schiphol. En el transcurs del segrest, una granada que portava una de les segrestadores va explotar, matant-la i danyant al sobrecàrrec del vol. El segrestador principal es va anunciar gairebé immediatament al control de trànsit aeri com El Kassar, segrestant l'avió en nom del moviment d'alliberament palestí. Després que diversos governs d'Orient Mitjà es neguessin a permetre l'aterratge del vol 404, l'avió va acabar aterrant a Dubai, als Emirats Àrabs Units. Després de diversos dies en terra, els terroristes van exigir l'alliberament de Kōzō Okamoto, supervivent de l'atemptat de l'ERJ a l'aeroport de Lod, a prop de Tel-Aviv.
Després que el govern israelià es negués a alliberar a Okamoto, els segrestadors van volar l'avió primer a Damasc (Síria) i després a Bengasi (Líbia). El 23 de juliol, 89 hores després de l'inici del segrest, els passatgers i la tripulació van ser alliberats; a continuació, els segrestadors van fer explotar l'avió, convertint l'incident en la segona pèrdua del casc d'un Boeing 747.
Maruoka va escapar i, en 1977, va dirigir el segrest del vol 472 de Japan Airlines. Va romandre fugitiu fins a 1987, quan va ser detingut a Tòquio després d'entrar al Japó amb un passaport fals. Condemnat a presó perpètua, va morir a la presó el 29 de maig de 2011.